# 磯野小右衛門

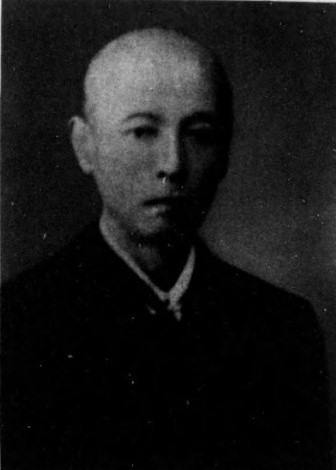
磯野小右衛門

磯野 小右衛門（いその こえもん、文政8年10月3日（1825年11月12日） - 明治36年（1903年）6月11日）は、幕末から明治にかけて大阪を中心に活躍した実業家。長門国阿武郡（現在の山口県萩市）出身。  

## 経歴・人物
18歳で下関に出て、米相場を学ぶ。その後嘉永4年（1851年）大阪へ出て、23歳で大阪堂島に米穀商を開店。米相場での勝負は続け、26歳の時に巨利を得、長者番付に名を連ねる。明治維新後は、取引の禁止されていた堂島米市場の再興に尽力、明治四年（1871年）に堂島米会所（後の堂島米商会所　現在の大阪堂島商品取引所）を創設、初代頭取となる。明治11年（1878年）の大阪商法会議所（現在の大阪商工会議所）設立に際しては、五代友厚らとともに発起人となり、その後明治24年（1891年）7月より明治27年（1894年）3月にかけて大阪商法会議所4代目会頭をつとめた。明治16年（1883年）には、大阪株式取引所の頭取に就任。大阪株式取引所のための機関銀行設立を目的に、藤田傳三郎、岩下 清周とともに北浜銀行創設。豪放磊落で、機略に富むとともに、人情味あふれた人物といわれる。
家人の着物も売って借金をしても相場を続け巨利を得たという逸話もある相場師として語り継がれているが、明治三年（1870年）に政府の政策がもとで米価が暴騰し市中が困り果てた際に、手持ちの在庫を放出し大阪の庶民の食を救った人情の人でもある。この時の経験から、原因は、基準になる価格が存在しないことで米価が混乱、値段が決まらないから売買もできず、これにより市中に出回る米が減少することで庶民が白いご飯を食べられなくなっている構造にあるといち早く悟り、庶民のために米の値段を下げようとして先物取引を制度化し公明正大な取引市場を作ろうとしたのが堂島の米会所である。庶民のために、少しでも安く仕入れて、それを安く提供する　また、価格変動リスクをヘッジすることで安定化を図るというメカニズムを創設し、商売と相場の基本を頭で悟りそして実行した先進的事業家である。
渋沢栄一とともに京都織物株式会社の創設するなど幅広く産業の発展に尽力した。それら事業で成した財は、その後も大阪経済界と庶民のために使い、大阪府立医学校や大阪府病院の創設にもその財を寄託している。
長男の磯野良吉は、現在の住友大阪セメントの前身企業である、大阪窯業セメント株式会社を1926年（大正15年‐昭和元年）に設立、初代社長となる。後、大阪窯業耐火煉瓦株式会社も創設。有馬鉄道株式会社の発起人となり、大正4年には、三田‐有馬間を蒸気機関車で開通させるなど関西経済圏の発展に尽力した人物である。
また孫（磯野良吉の娘）の道子は、甲陽中学で甲子園に、慶應義塾体育会野球部で活躍し、野球殿堂博物館の戦没野球人モニュメントに刻まれている九里正を産んでいる。
奇縁というべきか、同じく孫の磯野三郎（磯野良吉の次男、道子の兄弟）は、1915年（大正4年）第1回全国中等学校優勝野球大会（当時は豊中球場にて開催）の優勝校・京都二中のメンバーの一人である。
磯野小右衛門の玄孫、（磯野三郎の孫）には、アデコ株式会社（スイス上場の世界最大の人事人財企業の日本法人）の元社長の奥村真介がいる。
磯野小右衛門は、井上馨の娘であった聞(ぶん)を養女にしたが、聞は後に井上姓に戻った。また、司馬遼太郎の小説「俄」にも登場している。
墓所は、大阪市北霊園、長柄墓地にあり、現在でも株式証券やコモディティーなど、市場相場関係者が、伝説の相場師で実業家であった磯野小右衛門のその胆力と才とに想いを寄せあやかるべく、訪れることも多い。

## 栄典
- 1890年（明治23年）1月21日 -従六位勲五等 銀製黄綬褒章[2]